# Sikkimesiska
Sikkimesiska är ett språk som tillhör den sydtibetanska undergruppen. Språket är närbesläktat med dzongkha och de två språken är till viss grad ömsesidigt förståeliga. Det är idag ett minoritetsspråk som talas av Bhote-folket i norra Sikkim. Det inhemska namnet på språket är Dranjongke och det skrivs av tradition med tibetansk skrift.